# Havssallat
Havssallat benämner en växtform av grönalger ur släktet Ulva, där de är bladliknade och växer fastsittande på klippor eller stenar och i lugna vatten även fritt flytande vid ytan. Släktet Ulva innehåller ett stort antal arter med överlappande morfologi, och säker identifiering kan endast utföras med genetiska metoder.
Havssallat är ätlig och kan användas i sallad eller soppa. Troligtvis syftar dock dess namn främst på grönalgens utseende, dess tunna och flikiga blad har ansetts påminna om sallatsblad.[källa behövs]

## Beskrivning
Att havsallat är en art har visat sig vara en felaktighet. Tidigare beskrevs samtliga grönalger ur släktet Ulva med ett bladliknande växtsätt som Ulva lactuca, men genetiska metoder har visat att denna art endast finns i tropikerna. De vanligaste arterna som visar det växtsätt som på svenska refereras till som havsallat är U. fenestrata och U. lacinulata, men även andra arter kan visa detta växtsätt. 
Havssallatens blad är ljust gröna och blir 8–15 centimeter långa (angiven storleken avser i svenska vatten). Bladen är flikiga och har veckad kant. Bladen är tunna och studeras de i mikroskop så ser man att de bara har två cellager. Grönalgen bildar nya blad varje år, varför den brukar sägas vara ettårig. Cellerna som fäster grönalgen mot underlaget och från vilka bladen utgår kan dock leva längre tid än ett år.[källa behövs]

## Ekologi
Havssallat växer i grunda vatten, på cirka 1–2 meters djup (siffran avser i svenska vatten), eftersom den är beroende av solljus för fotosyntes. Grönalgen trivs med näringsrika förhållanden och är näringstillgången god kan den förekomma i större mängd och ibland bilda sjok eller mattor. Att den trivs särskilt bra med näringsrika förhållanden gör att den kan indikera övergödning.[källa behövs]

## Livscykel
Ulva sp. har två olika reproduktiva faser,  sporofyter respektive gametofyter. Sporofyter är diploida och släpper haploida sporer, som när de fäster sig på en yta växer upp till haploida gametofyter. Gametofyterna bilder haploida gameter av två kön. Gameterna kan härefter para sig och bilda en ny diploid sporofyt, eller om ingen parningsparter kan hittas, bilda en partenogenetiskt utvecklad ny gametofyt.